# Svenska Högerpressens förening
Svenska Högerpressens förening grundades i januari 1909, då Svenska högerpressföreningen, som en motsvarighet till den liberala Sveriges vänsterpressförening, bildad 1905.
Föreningen är ännu verksam. Ursprungligen var den snävt avgränsad till den moderata pressfären, men samlar nu även politiska skribenter, publicister, tidningschefer och ägare från konservativ, kristdemokratisk och liberal press.
1948 grundade föreningen Högerpressens nyhetsbyrå vilken försåg landsortspress med nyhetsmaterial. Högerpressens nyhetsbyrå ombildades 1993 till aktiebolag och verkar idag under namnet Svenska Nyhetsbyrån.
Ordförande i Svenska Högerpressens förening är sedan årsmötet 2024 Daniel Persson, Norrbottens-Kuriren.

## Ordförande
- 1909 och 1915–1919 – Gustaf Gustafsson
- 1909–1915 – Bengt Hägge
- 1915–1923 – Erik R. Sundin
- 1923–1932 – Leon Ljunglund
- 1932–1940 – Ivar Anderson
- 1940–1950 – Axel Olson
- 1950–1959 – Ragnar Ekman
- 1959–1963 – Tore G Wärenstam
- 1963–1966 – Arne Lindström
- 1966–1970 – Gösta Ekberg
- 1970–1972 – Sven Sedvallson
- 1972–1982 – Tore Zetterberg
- 1982–1986 – Ulf Lidhammar
- 1986–1993 – Bertil Andersson
- 1993–2000 – Matti Häggström
- 2000–2002 – Hans Wallmark
- 2002–2003 – Jöran Svahnström
- 2003–2007 – Rolf K. Nilsson
- 2007–2013 – Martin Tunström
- 2013–2017 – Dan Sylvebo
- 2017–2020 – Daniel Braw
- 2020–2024 – Katarina O'Nils Franke
- Sedan 2024– Daniel Persson